# The Meanest of Times
The Meanest of Times es el sexto álbum de Dropkick Murphys. Fue lanzado el 18 de septiembre de 2007. Éste es el primer álbum que han lanzado que no está en Hellcat Records.

## Lista de canciones
1. "Famous For Nothing" – 2:47
2. "God Willing" – 3:16
3. "The State of Massachusetts" – 3:52
4. "Tommorow's Industry" – 2:19
5. "Echoes on "A." Street" – 3:17
6. "Vices and Virtues" – 2:11
7. "Surrender" – 3:15
8. "(F)lannigan's Ball" (Tradicional, Dropkick Murphys) – 3:39
9. "I'll Begin Again" – 2:38
10. "Fairmount Hill" (Tradicional, Dropkick Murphys) – 3:58
11. "Loyal to No One" – 2:25
12. "Shattered" – 2:47
13. "Rude Awakenings" – 3:23
14. "Johnny, I Hardly Knew Ya" (Tradicional, Dropkick Murphys) – 3:54
15. "Never Forget" – 2:51

## Canciones adicionales
Edición Limitada
1. "Jailbreak" (Phil Lynott)
2. "The Thick Skin of Defiance"
3. "Forever 2007
4. "Breakdown"
5. "(F)lannigan's Ball" (versión original) (Tradicional, Dropkick Murphys)

Lanzamiento Europeo
1. "Jailbreak"

Versión iTunes Deluxe
1. "Forever" (versión acústica)
2. "The Thick Skin of Defiance"
3. "Breakdown"

Edición Deluxe en vinilo
1. "Baba O'Riley" (Pete Townshend)
2. "Promised Land"

- Datos: Q522419